# خالد سالم
خالد سالم (عربی: خالد سالم؛ زادهٔ ۱۷ نوامبر ۱۹۸۹) بازیکن فوتبال است.
وی همچنین در تیم ملی فوتبال فلسطین بازی کرده است.